# Onciale 0121a
- Papyrus
- Onciale
- Minuscules
- Lectionnaire

Le Codex 0121a, portant le numéro de référence 0121a (Gregory-Aland), α 1031 (Soden), est un manuscrit du Nouveau Testament sur parchemin écrit en écriture grecque onciale.

## Description
Le codex se compose de 2 folios. Il est écrit en deux colonnes, de 38 lignes par colonne. Les dimensions du manuscrit sont 26 x 21 cm. Les paléographes datent ce manuscrit du Xe siècle,. Il contenant esprits et accents.
Le manuscrit a été examiné par Johann Jakob Griesbach, Constantin Tischendorf, et J. Neville Birdsall.
Contenu

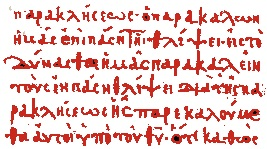
1 Cor 15,1-3

C'est un manuscrit contenant le texte incomplet des deux Épîtres aux Corinthiens. 
Première épître aux Corinthiens 15,52 – Deuxième épître aux Corinthiens 1,15; 10,13-12:5.
Texte
Le texte du codex représente un texte mixte. Kurt Aland le classe en Catégorie III. 
Lieu de conservation
Le codex est conservé au British Library (Harley 5613) à Londres.